# Telamonia trabifera
Telamonia trabifera är en spindelart som först beskrevs av Tord Tamerlan Teodor Thorell 1881.  Telamonia trabifera ingår i släktet Telamonia och familjen hoppspindlar. Inga underarter finns listade i Catalogue of Life.